# 大アマゾンの半魚人
『大アマゾンの半魚人』（だいアマゾンのはんぎょじん、Creature from the Black Lagoon）は、1954年に製作されたアメリカ合衆国のSFホラー映画。モノクロ作品。

## 解説

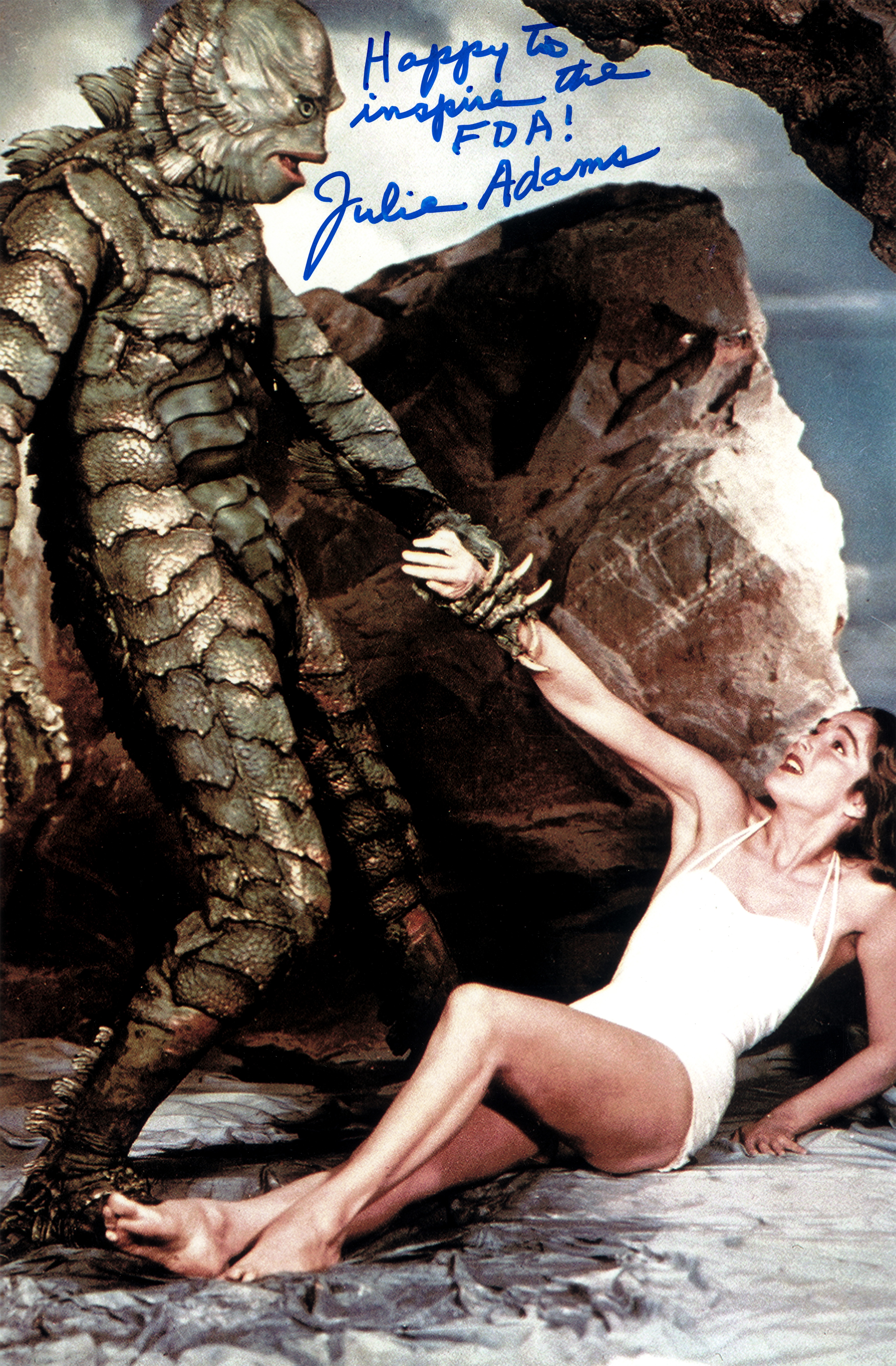
映画の一場面。右はヒロインのジュリー・アダムス。

本作品に登場するモンスター・ギルマン（「鰓のある人間」の意）は、怪物映画の老舗であるユニヴァーサル映画がドラキュラ伯爵、狼男、フランケンシュタインの怪物に続くオリジナル・モンスターとして考案したモンスターである。アメリカではアナグリフ方式による3D映画として公開されたが、日本では2D版のみ上映された。「古代生物と現代文明の接触によって起きる悲劇」、「人間の女性に恋をした半魚人の悲恋」の2点で、過去に制作された『キング・コング』との類似性が指摘されている。当時制作された3D映画群の中では最も興行的に成功した作品で、2つの続編が制作された。
水中シーンを除いて、作品の撮影はフロリダ州のワクラスプリングス州立公園内の湧水地で行われた。半魚人のスーツアクターは主にベン・チャップマンが務め、水中シーンでの操演は後に『007 サンダーボール作戦』で水中シーンの監督を手がけるリコウ・ブラウニングが務めた。メイクアップとしてクレジットされているのはユニヴァーサル映画のメイクアップチーフであるバド・ウエストモアのみだが、実際にはジャック・キーヴァンが大半の作業を担当していた。キーヴァンのデザインによる半魚人のデザインは人気を博し、続編として『半魚人の逆襲』『The Creature Walks Among Us』が制作された。映画監督のジョー・ダンテは、本作に登場するギルマンの造形美、人間らしさを備えた性格を高く評価している。物語は後に制作されるモンスター映画の原型の一つとなり、『モンスター・パニック』『怪人スワンプ・シング 影のヒーロー』などの亜流作品を生み出した。
ビリー・ワイルダー監督の『七年目の浮気』（1955年）でマリリン・モンローのスカートが地下鉄の風でめくれ上がる有名なシーンがあるが、これはトム・イーウェル演ずる主人公とモンローが本作を観た後の映画館前で起こるという設定である。

## ストーリー
アマゾンの奥地探検中にカール・マイア博士により、デボン紀の地層から水かきのついた手の化石が発見された。報告を受けたブラジルの海洋生物研究所から、所長のウィリアムズ博士と魚類学者のリード博士、所長助手のケイ・ローレンスが調査に向かうが、マイアのキャンプの留守をあずかる現地人2人の無残な死体が発見される。
化石の発見場所である黒い入江をウィリアムズとリードが潜水調査して不在となっている間、現地人が「魔物が住む」というそこで泳いでいたケイは人型の全身に鱗を持つ怪物・ギルマンに襲われる。ケイが危うく難を逃れたところでリードは入江に毒物を流し、仮死状態に陥っていた半魚人を生け捕りにすることに成功する。
しかし、息を吹き返した半魚人は復讐心に燃え、船の関係者を殺し始める。やむなくウィリアムズたちが船を引き帰させようとしたところ、入江は半魚人の作った防壁ですでに封鎖されていた。防壁を排除しようと潜水作業を行ったウィリアムズは半魚人に殺されるが、半魚人はマイアの放った銃弾に痛手を受け、入江の深くへ消えていく。

## キャスト
※括弧内は日本語吹替（テレビ朝日版・1971年8月10日放送『洋画特別席版』）
- デヴィッド・リード博士：リチャード・カールソン（家弓家正）
- ケイ・ローレンス：ジュリー・アダムス（北浜晴子）
- マイク・ウィリアムス博士：リチャード・デニング（小林修）
- カール・マイア博士：アントニオ・モレノ（塩見竜介）
- ルーカス：ネスター・パイヴァ（相模武）
- トンプソン博士：ウィット・ビセル（北村弘一）
- マトス：シドニー・メイソン（清川元夢）
- ルイス：ロッド・レッドウィング（納谷六朗）
- 日本語版ナレーション：大木民夫
- 日本語版制作スタッフ 演出：左近允洋、翻訳：宇津木道子、調整：坂巻四郎、録音：番町スタジオ、制作：グロービジョン

## スタッフ
- 監督：ジャック・アーノルド
- 原案：モーリス・ジム
- 脚本：ハリー・エセックス、アーサー・A・ロス
- 製作：ウィリアム・アランド
- 撮影：ウィリアム・E・スナイダー
- 水中撮影：チャールズ・S・ウェルボーン
- 特殊効果：チャールズ・ベイカー、デビッド・S・ホスリー、クリフォード・スタイン
- 音楽：ロバート・エメット・ドーラン、ヘンリー・マンシーニ、ミルトン・ローゼン、ハンス・サルター、ハーマン・ステイン
- 美術：ヒルヤード・M・ブラウン、バーナード・ハーツボーン
- メイクアップ：バド・ウエストモア

日本語版
- 演出：左近允洋
- 翻訳：宇津木道子
- 調整：坂巻四郎
- 制作：グロービジョン